# 小嶋信哉
小嶋 信哉（こじま しんや、1979年5月26日 - ）は、日本のラグビー選手で元バスケットボール選手。大学卒業後にバスケからラグビーに転向した。

## プロフィール
- 秋田県出身[1]。
- バスケ時代のポジションはセンター[2]。
- ラグビー時代のポジションはロック(LO)、フランカー(FL)。
- 身長 190cm、体重 102kg。
- 関東代表に選ばれたことがある[3]。

## 来歴
1998年、能代工業高校卒業後、専修大学ソアラーズに入る。なお能代工業高校時代、バスケ高校日本代表に選ばれたことがある。
2002年、専修大学卒業後、日本IBMに加入。
2009年、NTTコミュニケーションズシャイニングアークスに加入。
2013年、NTTコミュニケーションズシャイニングアークスを退団した。